# 勞施山
47°44′N 12°41′E / 47.733°N 12.683°E
勞施山（德語：Rauschberg），是德國的山峰，位於該國南部，由巴伐利亞負責管轄，屬於基姆高山脈的一部分，該山峰海拔高度1,671米，每年平均降雨量1,889毫米。